# 十字路口 (伊利諾伊州)
十字路口（英語：The Crossroads）是位於美國伊利諾伊州卡爾霍恩縣的一個非建制地區。該地的面積和人口皆未知。

## 地理
十字路口的座標為38°54′03″N 90°33′45″W / 38.90083°N 90.56250°W，而該地的平均海拔高度為196米（即643英尺）。